# Battaglia di Preston (1648)

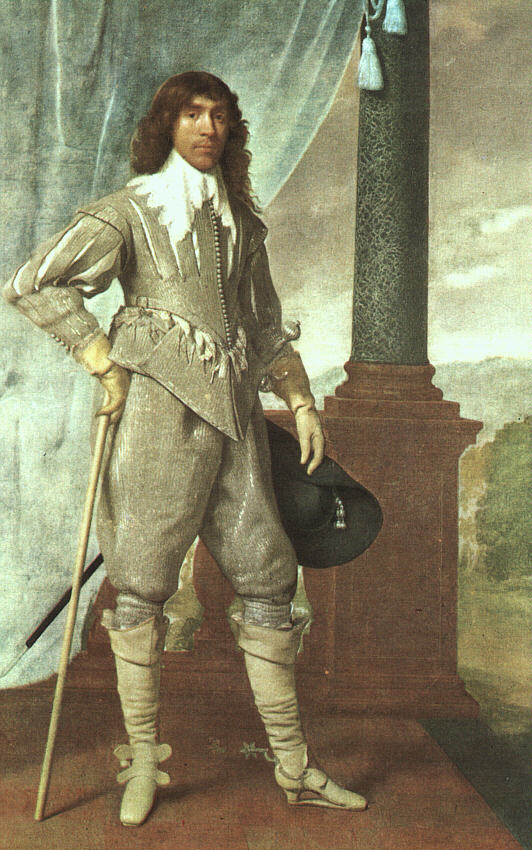
Il Duca James Hamilton

La battaglia di Preston fu uno scontro combattuto sul suolo inglese dal 17 al 19 agosto 1648, in cui si scontrarono le truppe di Oliver Cromwell organizzate secondo la New Model Army ed appoggiate dal Parlamento, e quelle, in gran parte composte da soldati scozzesi, fedeli alla causa monarchica e al re Carlo I ed al figlio, il futuro Carlo II. 
Le truppe reali erano guidate da James Hamilton ma non riuscirono ad avere la meglio sull'efficacia delle tecniche di Cromwell: lo stesso generale scozzese finì catturato, processato e condannato a morte. Il parlamento successivamente processò e condannò a morte il sovrano Carlo I, decapitato, proclamando la Repubblica.